# 大郷村 (鳥取県)
大郷村（おおさとそん）は、鳥取県気高郡にあった自治体である。1896年（明治29年）3月31日までは高草郡に属した。

## 概要
現在の鳥取市大畑・金沢・福井・松原・六反田に当たり、湖山池南西岸の湖山川（長柄川）下流の沖積地に位置した。
往古は刑部郷と呼ばれ、江戸期には高草郡大谷保に属する10ヶ村の大谷村・岩本村・松原村・六段田村（六反田村）・福井村・大畑村（大畠村）・福谷村と、洞谷村・瀬田倉村・長柄村（後の吉岡村）が存在した。
農家が約8割を占めて米麦の主産地となっていたが、副業として漁業を農家の3割近くが営み湖山池より鯉・鮒・白魚・糠鰕・鰻などを年産千貫以上の漁獲量をあげた。
役場も置かれた金沢は米によって金が多く入ることで「金の沢」と呼ばれたことにちなみ、江戸期には産米を舟運で賀露まで運び、そこから鳥取や大坂方面に輸送した。

## 沿革
- 1877年（明治10年） - 大谷村と岩本村が合併して金沢村となる[4]。大畑村が福谷村を合併する[5]。
- 1886年（明治19年） - 伏野村外6ヶ村戸長役場が伏野村（後の末恒村）に設置され、福井村はその管轄区域となる[6]。
- 1889年（明治22年）10月1日 - 町村制施行により、松原村・金沢村・六段田村（六反田村）・大畑村・福井村が合併して村政施行し、大郷村が発足。旧村名を継承した5大字を編成し、役場を金沢村に設置[1]。
- 1896年（明治29年）4月1日 - 郡制の施行により、高草郡・気多郡の区域をもって気高郡が発足し、気高郡大郷村となる。
- 1946年（昭和21年）7月23日 - 役場を大字松原98番地1に変更[7]。
- 1953年（昭和28年）7月1日 - 鳥取市に編入。同日大郷村廃止[8]。

## 行政

### 歴代村長
- 山根千蔵 - 稲村善次 - 谷口暢夫 - 奥村亀蔵 - 奥田虎蔵 - 稲村善彦 - 伊木徳蔵 - 福本秀次郎 - 三村定治 - 福本秀次郎（再） - 田中幸治 - 西田五美 - 西尾善一 - 福政義孝 - 福井義夫[1]

## 教育
- 大郷村立大郷小学校（後の鳥取市立大郷小学校、統合により鳥取市立湖南小学校となり現在は鳥取市立湖南学園）
- 鳥取県気高郡学校組合立湖南中学校（所在地は吉岡村、後に鳥取市立湖南中学校となり現在は鳥取市立湖南学園）

## 交通

### 道路
- 旧国道：湖山池の南を迂回し、松原・金沢を経て御熊峠を超えて宝木に至る[1]。

## 旧跡
- 防己尾城跡